# Прітхві Сінґх I
Прітхві Сінґх I (*д/н —4 листопада 1527) — раджа Амбера у 1502—1527 роках. Відомий також як Прітхвірадж.

## Життєпис
Походив з клану Качваха. Син Чандрасени, раджи Амберу. Посів трон 1502 року. Активізував зовнішню політику, при цьому зберігши залежність від Раймал Сінґха Сесодії, магарани Мевару. Одружився з донькою останнього. З початку 1510-х років брав участь у всіх військових кампаніях Мевару проти Делійського, Малавського та Гуджаратського султанатів.
У внутршній політиці впроваджував крішнаїзм в своєму князівстві. Взяв своїм духовним учителем аскета Крішна-даса (раб Крішни), який подарував раджі Амберу двох священних ідолів — Нарасімху і Сітарама, яким в подальшому було споруджено відповідні храми. Одного разу Прітхві Сінґх I здійснив прощу до Дварки (священне місце індуїстів в Гуджараті), де був посвячений у ченці в монастирі.
16 березня 1527 року разом з сином Джаг Малом брав участь у складі коаліції під орудою меварського магарани Санграм Сінґха в битві біля Кханві, де той зазнав тяжкої поразки від могольського падишаха Бабура. Разом з Малдевою Ратхор, раджею Марвару, та Ахераджем Чауханом, рао Сірохі, виніс пораненого магарану з поля битви.
Повернувшись до себе спільно з новим меварським магараною Ратан Сінґхом II став готуватися до продовження війни з Бабуром, але на початку листопу раптово помер. Наймовірнішою є версія, що раджу отруїв власний радник, щоб уникнути подальшого конфлікту з моголами. Йому спадкував син Пуран Мал, а інші сини отримали власні маєтності, сфорувавши надалі найвищу аристократію князівства, відому як баро-котрі.